# Xã Oakwood, Quận Brookings, South Dakota
Xã Oakwood (tiếng Anh: Oakwood Township) là một xã thuộc quận Brookings, tiểu bang Nam Dakota, Hoa Kỳ. Năm 2010, dân số của xã này là 189 người.